# 새 포도주를 낡은 가죽부대에

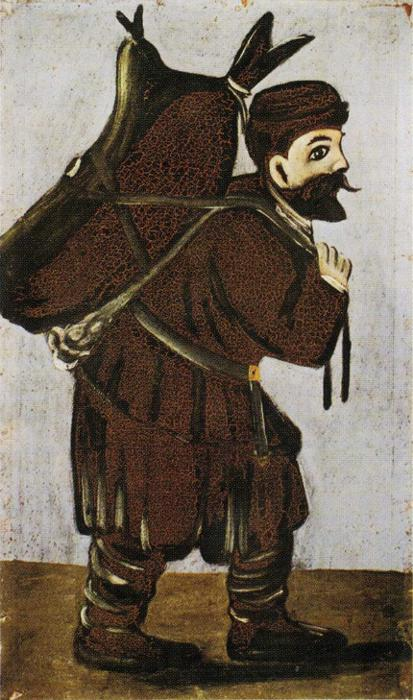
포도가 든 가죽부대를 짊어진 사람, 니코 피로스마니 작품

새 포도주를 낡은가죽 부대에(New Wine into Old Wineskin)는 예수의 비유이다. 이 비유는 마태오 복음서 9: 14-17, 마르코 복음서 2:18-22, 그리고 루가 복음서 5:33-39에 나온다.

## 본문
루가의 복음서 5장 29~32절의 내용이다.
그 비유는 레위가 예수를 위하여 자기 집에서 큰 잔치를 하니 세리와 다른 사람이 많이 함께 앉아 있었다. 그때 유대교의 경건한 평신도들인 바리새인들과 그들의 서기관들이 그 제자들을 못마땅하게 여기며 "어찌하여 당신들은 세리와 죄인들과 어울려 먹고 마시는 것입니까?"라고 다고쳤다. 그러자 예수께서 대답하여 "건강한 사람에게는 의사가 필요하지 않으나 병자에게는 필요하다"라고 대답했다. 이어서 그는 "나는 의인을 불러 회개시키러 온 것이 아니라 죄인들을 불러 회개시키러 왔다."고 했다. 이것이 잔치와 관련된 예수님의 설명이다. 비유는 금식에 질문에 답변한 것이다:
이 말씀을 듣고 그들이 "요한의 제자들은 물론이요 바리사이파 사람들의 제자들까지도 자주 단식하며 기도하는데 어찌하여 당신의 제자들은 먹고 마시기만 합니까?" 하며 따지자
예수께서는 이렇게 대답하셨다. "너희는 잔칫집에 온 신랑의 친구들이 신랑과 함께 있는 동안에도 그들을 단식하게 할 수 있겠느냐?
이제 때가 오면 신랑을 빼앗길 것이니 그 때에는 그들도 단식을 할 것이다."— 루가 복음서 5:33-35

## 해석
두 비유는 예수님의 가르침과 전통적인 유대교와 관계를 말한다. 어떤 학자들의 해석에 따르면, 예수님은 바리새인과 서기관들의 오랜된 방법에 반대하여 자기의 새로운 방법을 보여준다고 한다.

## 같이 보기
- 새 계명
- 새 언약
- 대체주의